# Dmitriy Alenichev
Dmitriy Anatolyevich Alenichev - em russo, Дмитрий Анатольевич Аленичев (Velikiye Luki, 20 de outubro de 1972) é um político, treinador, e ex-futebolista russo que atuava como meia-atacante. Atualmente, ele treina o Yenisey.

## Carreira
Começou a jogar profissionalmente em 1989, no SKIF-Velikiye Luki, clube de sua cidade natal. Passou também por  Mashinostroitel Pskov e Lokomotiv Moscou até chegar ao Spartak Moscou, em 1994. Sua primeira passagem pelo clube vermelho e branco durou até 1998, quando foi jogar na Roma.
Sem perspectivas nos giallorossi, ele acabou sendo emprestado ao Perugia, mas sua passagem por lá também não foi bem-sucedida.
O ano de 2004 foi um grande ano para Alenichev. Desde 2000 no Porto, conquistou seu maior título na carreira: a Liga dos Campeões da UEFA 2003-04. O ápice foi na final contra o Monaco, onde marcou o último gol do torneio - Carlos Alberto e Deco já haviam marcado.
Durante a disputa da Euro 2004, Alenichev manifestava seu desejo de retornar ao Spartak, e o Porto aceitou tal proposta.
A 8 de abril de 2006, Alenichev concedeu entrevista ao jornal esportivo Sport Express, e fez duras críticas ao treinador letão Aleksandrs Starkovs, que comandava o Spartak interinamente. Foi o golpe fatal para o meia-atacante, que foi multado, demovido da equipe titular, acabou listado para transferência e em 10 de Setembro aconteceu a rescisão de seu contrato por mútuo acordo. A rescisão marcou o fim - nada glorioso - da carreira de Alenichev como jogador.
Aposentado dos gramados, Alenichev decidiu tomar um novo rumo em sua carreira: não virou treinador ou dirigente esportivo, mas acabou entrando na política, se filiando ao Yedinaya Rossiya, partido liderado pelo ex-presidente Vladimir Putin. Em 14 de julho, representando o Óblast de Omsk, Dmitriy acabou sendo eleito para o Concelho Federativo da Rússia, uma das divisões da Assembleia Federal da Rússia.
Voltou a disputar uma partida pela Legends Cup de 2009, competição que reuniu ex-atletas com mais de 35 anos, e chegou a marcar doze gols contra a Seleção Espanhola de veteranos.
Seu irmão, Andrey, foi também jogador de futebol, e ao contrário de Dmitriy, não segue a carreira de treinador. Andrey comandou a equipe sub-18 da Rússia, depois o Arsenal Tula e anteriomente o Spartak Moscou.

## Seleção
Alenichev estreou na Seleção Russa em 1994, mas não chegou a disputar a Eurocopa daquele ano. Disputou, além da Eurocopa de 2004, a Copa de 2002. Em ambas, a Rússia acabou eliminada na primeira fase.

## Titulos
Spartak de Moscow
- Campeonato Russo: 1994, 1996 e 1997
- Taça da Rússia: 1994 e 1998

Porto
- Taça de Portugal: 2000–01 e 2002–03
- Supertaça Cândido de Oliveira: 2001 e 2003
- Primeira Liga: 2002–03 e 2003–04
- Taça da UEFA: 2002–03
- Liga dos Campeões da UEFA: 2003–04